# Південне Делі
Південне Делі (англ. South Delhi) — округ на заході Делі (Національної столичної території Делі).
На території округу розташовано багато історичних об'єктів, зокрема руїни кількох з Семи міст Делі: Меграулі, Сірі, Туґхлакабад і Джаханпанах, та знаменитий комплекс Кутб. Також тут знаходиться знеменитий бахаїстський Храм Лотоса.